# Envar El Kadri
Envar “Cacho” El Kadri (Rio Cuarto, province de Córdoba, Argentine, 1er mai 1941 - Tilcara, province de Jujuy, Argentine, 19 juillet 1998) est un avocat et guérillero, fondateur des Forces Armées Péronistes.

## Activité politique
Il est le fils d'Ester Amelia Manna et l'immigrant libanais Khaled El Kadri. Il suit des études au Lycée Militaire Général Saint-Martin et depuis son adolescence, milite en faveur du péronisme, devenant l'un des référents les plus importants de l'aile gauche du mouvement.
En 1960, alors qu'il avait 18 ans, il fut incarcéré pour possession d'explosifs. Il recouvra la liberté avec l'amnistie de 1963 décrétée par le président Arturo Illía.
Il est l'un des fondateurs, en 1968, du groupement guérillero Forces Armées Péronistes. Il dirigea cette année-là le campement de Taco Ralo (province de Tucumán) qui manquait de réseaux logistiques et de consolidation de la structure urbaine. Encadré selon la tendance foquiste et dépendant de l'organisation spontanée du peuple pour ce type de lutte, il échoua et fut incarcéré.
À la fin de l'année 1968, Alicia Eguren, Raimundo Villaflor et Bruno Cambareri  voyagèrent à Córdoba pour obtenir l'adhésion aux FAP du Mouvement Révolutionnaire Péroniste, dirigé par John William Cooke et, en 1970, Villaflor intégra la direction de l'organisation.
Les FAP réapparurent en 1969 et 1970 avec plusieurs actions de guérilla urbaine. Avec la désignation du général Agustín Lanusse comme président de facto et la perspective d'une sortie électorale, une polémique interne aux FAP eut lieu puisqu'un groupe considérait révolutionnaire le mouvement péroniste et Perón comme seul capable d'établir sa stratégie, tandis qu'un autre, dirigé par Villaflor et Jorge Caffatti dénommé “Alternative Indépendante de la classe ouvrière et le village péroniste” (AI) se positionnait comme outil politique des travailleurs en mettant l'accent sur la résistance et se distançant de ceux qu'il appelait les “bureaucrates et les traîtres”. C'est ce dernier groupe qui triompha et un processus interne d'“homogénéisation politique idéologique compulsive” fut organisé. En 1971, les FAP subirent une division en raison de laquelle furent expulsés les membres d'un groupe dominé par Eduardo Brun, Ernesto Villanueva. Ce groupe intégra ensuite Montoneros.
Ce processus mena l'organisation à l'isolement et la paralysie politique, obligeant les FAP à tenter une coordination avec Montoneros et les FAR, tâche gênée par la mort de Carlos Olmedo. En 1973, les élections approchant, Villaflor fut l'une des principales figures du groupe des FAP connu comme “Commando National” avec des soutiens dans la ville de Buenos Aires, La Plata, Córdoba, Tucumán, Chaco, Corrientes et Mar del Plata, qui soutinrent la continuité de la lutte armée et rejetèrent l'option d'influencer “de l'intérieur” du mouvement péroniste que soutenait le groupe FAP Régional Buenos Aires dirigé par Amanda Peralta dans une ligne plus proche de celle de Montoneros. Quant aux élections du 11 mars 1973, Villaflor et son groupe s'opposèrent à la candidature pour le péronisme d'Héctor J. Cámpora dans un geste seulement partagé dans le Péronisme de Base par Gustavo Rearte et Bernardo Alberte. Des groupes encadrés par les FAP Commando National s'attribuèrent les assassinats de Dirk Kloosterman, dirigeant du Syndicat de Mécaniciens et Transporteurs Automobiles, réalisé trois jours avant que le nouveau président et dirigeant syndical de la Construction, Marcelino Mansilla, le 27 août 1973.
Ces assassinats furent niés par Envar El Kadri et l'ont conduit à former une nouvelle organisation appelée FAP 17 octobre.
El Kadri a recouvré la liberté lorsqu'il a été amnistié en 1973 par le président Héctor Cámpora, sous la gouvernance duquel il fut fonctionnaire de la Faculté de Droit de l'Université de Buenos Aires (UBA). Le 1er janvier 1975, il quitta le pays et se rendit en Espagne en passant par Beyrouth. Après avoir été arrêté et expulsé de ce pays, détecté par le gouvernement franquiste, il s'établit à Paris où il travailla au Théâtre du Soleil de Ariane Mnouchkine, un complexe d'art coopératif ouvert à des artistes réfugiés du monde entier. C'est là qu'il écrivit son livre Dialogues dans l'exil, avec Jorge Rulli, en faisant l'autocritique de son activisme politique pour le péronisme, et militaire dans des groupes d'exilés opposés à la dictature de 1976,.
En rentrant dans son pays, il fut le producteur cinématographique du cinéaste Pino Solanas pour les films “Tangos, L'Exil de Gardel”, “Le Voyage”  et “Sud”, pour lequel il obtint un investissement économique. Cependant, Solanas eut un incident avec la productrice française pour ne pas avoir respecter le terme de 30 jours pour déposer un chèque d'un million de dollars, ce qui affecta la santé de El Kadri et le conduisit à rompre ses liens avec le directeur.
En 1998, il participa au documentaire Che... Ernesto.
En tant que producteur musical et arrangeur, il accompagnait le pianiste Miguel Ángel Estrella avec l'Ambassade Musicale Andine. Ils étaient en train de réaliser une représentation musicale dans la petite localité de Tilcara (dans la Puna argentine), lorsqu'il fut victime d'un infarctus.